# Жан-Лу Пюже
Жан-Лу Пюже (7 березня 1947 , Шалон-сюр-Сон ) —  французький астрофізик, фахівець з реліктового випромінювання. 
Займається як теоретичною, так і спостережною астрофізикою, зокрема галактичними та позагалактичними джерелами гамма-випромінювання, міжзоряним середовищем та утворенням зірок та космологією. Зокрема, спостережною астрономією в інфрачервоному та субміліметровому діапазонах. Наприклад, він був першим, хто визначив дифузний космічний інфрачервоний фон за допомогою COBE що випромінювали галактики. Йому вдалося виявити інфрачервоні лінії поліциклічних ароматичних вуглеводнів у міжзоряному середовищі та довести, що вони присутні там у великій кількості.
У 1966—1970 роках навчався в École normale supérieure Paris-Saclay. В 1973 році захистив докторську під орудою Évry Schatzman

## Визнання та нагороди
- 1989:Премія Жана Ришара[fr]
- 1994:член-кореспондент Французької академії наук
- 2002:дійсний член Французької академії наук
- 2014:Премія Комітету з космічних досліджень[en] в галузі космічної науки
- 2015:премія Едісона-Вольта[en]
- 2018:Премія Грубера з космології[2]
- 2018:Премія Шао з астрономії[3].

## Доробок
- Aspect, Alain; Balibar, Sébastien; Balian, Roger; Bastard, Gérald; Bouchaud, Jean-Philippe; Brézin, Édouard; Cabane, Bernard; Combes, Françoise; Encrenaz, Thérèse; Fauve, Stephan; Fert, Albert; Fink, Mathias; Georges, Antoine; Joanny, Jean-François; Kaplan, Daniel; Le Bihan, Daniel; Léna, Pierre; Le Treut, Hervé; Poirier, Jean-Paul; Prost, Jacques; Puget, Jean-Loup (2009) [1st. Pub. 2004]. Demain, la physique. Odile Jacob. ISBN 9782738123053.